# Карл-Отто Гут'яр
Карл-Отто Гут'яр (нім. Karl-Otto Gutjahr; 29 червня 1895, Ферде — 21 червня 1975, Білефельд) — німецький офіцер, керівний співробітник ОКМ, контрадмірал крігсмаріне (1 квітня 1943). Кавалер Німецького хреста в сріблі.

## Біографія
1 квітня 1914 року вступив на флот. Учасник Першої світової війни, служив на важкому крейсері «Вікторія Луїза», лінійних кораблях «Кайзер Вільгельм II» і «Ольденбург». У 1918 році пройшов підготовку офіцера підводного флоту. З 12 травня 1918 року — вахтовий офіцер на підводному човні U-76, потім на підводному крейсері U-139. Після демобілізації армії залишений на флоті. Обіймав різні ад'ютантською посади, з 3 травня 1922 року — командир роти 6-го полку берегової охорони. З 1 жовтня 1923 року — вахтовий офіцер на міноносці V-5, з 16 березня 1925 року — Т-151, з 29 вересня 1925 року — V-1. З 28 вересня 1927 року — командир роти корабельної кадрованій дивізії «Нордзе». 1 жовтня 1929 року переведений торпедним офіцером на лінійний корабель «Шлезвіг-Гольштейн», 25 лютого 1930 року — на лінійний корабель «Ганновер». З 19 березня 1932 року — начальник торпедного училища. 27 вересня 1934 року — призначений командиром 1-ї торпедної півфлотилії, а 1 жовтня 1935 року — 1-ї торпедної флотилії. З 12 серпня 1936 року — 1-й офіцер Адмірал-штабу штабу командувача міноносцями. 2 жовтня 1937 року зарахований в розпорядження командувача-адмірала військово-морської станції «Остзе». З 1 жовтня 1938 року — радник Управління особового складу ОКМ. 7 листопада 1939 року очолив військовий відділ торпедного управління Головного управління озброєнь і одночасно — торпедну випробувальну комісію ВМФ і люфтваффе в складі Імперського міністерства озброєнь і боєприпасів. 9 березня 1943 року очолив Торпедне управління. Брав безпосередню участь в розробці і впровадженні у виробництво торпедного озброєння; вважався одним з провідних фахівців Німеччини з торпед. 31 травня 1945 року заарештований союзниками. 9 березня 1946 року звільнений.

## Нагороди
- Залізний хрест
  - 2-го класу (10 жовтня 1915)
  - 1-го класу (22 травня 1919)
- Військовий Хрест Фрідріха-Августа (Ольденбург) 2-го класу (12 лютого 1916)
- Нагрудний знак «За поранення» в чорному (2 травня 1919)
- Балтійський хрест (11 серпня 1919)
- Почесний хрест ветерана війни з мечами
- Медаль «За вислугу років у Вермахті»
  - 4-го, 3-го і 2-го класу (18 років; 2 жовтня 1936)
  - 1-го класу (25 років; 1 квітня 1939)
- Хрест Воєнних заслуг 2-го і 1-го класу з мечами
- Німецький хрест в сріблі (16 квітня 1945)